# Gonatodes humeralis
Gonatodes humeralis — гекон з роду Gonatodes родини Sphaerodactylidae.

## Опис
Загальна довжина цього гекона досягає 7,5—8 см. Колір шкіри червоно—бурий. На спині маленькі горбики, вузькі поперечні смужки бежевого або білого кольору.

## Спосіб життя
Живе у тропічних лісах. Переважну частину життя проводить на дерева, ховаючись у дуплах. Активний вдень, харчується термітами та їх личинками.
Це яйцекладні гекони. Відкладають до 2 яєць у термітники. Через 2 місяця з'являються молоді тварини.

## Розповсюдження
Це ендемік Південної Америки. Мешкає у басейні річки Амазонка (Південна Америка).